# Aleksander Michałowski (Pianist)

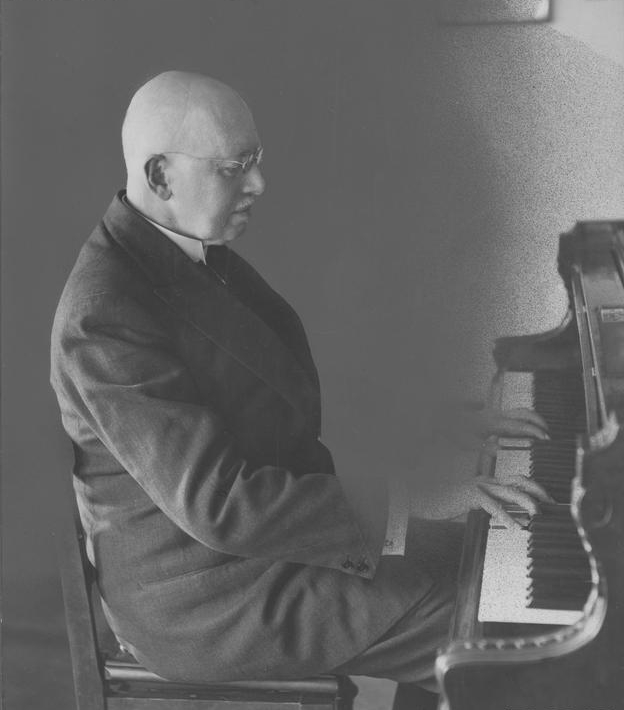
Aleksander Michałowski

Aleksander Michałowski (* 17. Mai 1851 in Kamjanez-Podilskyj; † 17. Oktober 1938 in Warschau) war ein polnischer Pianist, Musikpädagoge und Komponist.
Michałowski studierte in Leipzig bei Ignaz Moscheles und Carl Reinecke und in Berlin bei Carl Tausig. 1868 debütierte er im Leipziger Gewandhaus mit Frédéric Chopins Klavierkonzert e-Moll. Seine Interpretation der Werke Chopins, die die Bewunderung Franz Liszts fand, wurde geprägt durch seinen Freund, den Chopinschüler Karol Mikuli. Es existieren Aufnahmen Michałowski aus den Jahren 1905, 1912 und aus den 1930er Jahren.
Ab 1874 lebte er in Warschau und unterrichtete dort am Musikinstitut. 1891 erhielt er den Professorentitel. Zu seinen zahlreichen bedeutenden Schülern gehören Wanda Landowska, Mischa Levitzki, Wladimir Sofronizki und Heinrich Neuhaus. Als Komponist trat er mit einer Anzahl kleiner Klavierstücke hervor.